# Cirrifera aculeata
Cirrifera aculeata är en plattmaskart som först beskrevs av Ax 1951, och fick sitt nu gällande namn av Martens och Schockaert 1985. Cirrifera aculeata ingår i släktet Cirrifera och familjen Coelogynoporidae. Inga underarter finns listade i Catalogue of Life.